# Moulin de Vertain
Le Moulin de Vertain, également connu sous le nom de Moulin Blanc et de Moulin de Briques, est un moulin à vent unique situé à Templeuve-en-Pévèle, dans le Nord de la France. Construit à la fin du XVe siècle, il a été remis en état de marche et constitue un exemple remarquable du patrimoine industriel de la région.

## Histoire
L'origine du premier moulin de Templeuve remonte à une époque très ancienne puisqu'il est déjà mentionné en 1328 dans les rentes de l'Abbaye d'Anchin, sous le nom de "Modlin de Viertain". Il passa successivement aux mains des familles de Porte et d'Esplechin, Robert, Jacobs d'Aigremont avant la Révolution. Il devient ensuite la propriété de la famille Houze et enfin celle de la famille Baratte. Le moulin actuel fut érigé à la fin du XVe siècle, resta en activité jusqu'au décès du meunier Monsieur Jean-Baptiste Houze le 21 novembre 1907. Sa veuve acheva de moudre les derniers sacs de grains et le moulin fut abandonné en 1908.
Le moulin subit de nombreux dégâts durant la Première Guerre mondiale, mais fut restauré de 1979 à 1985 sous l'impulsion de Jean Bruggeman et l'ARAM Nord-Pas-de-Calais.
Chaque année, le moulin est un point de repère et de passage pour la célèbre course cycliste Paris-Roubaix. À quelques mètres de l'édifice se trouve "le plus gros pavé du monde", une œuvre de Renaud Masquelier, artiste peintre-sculpteur.

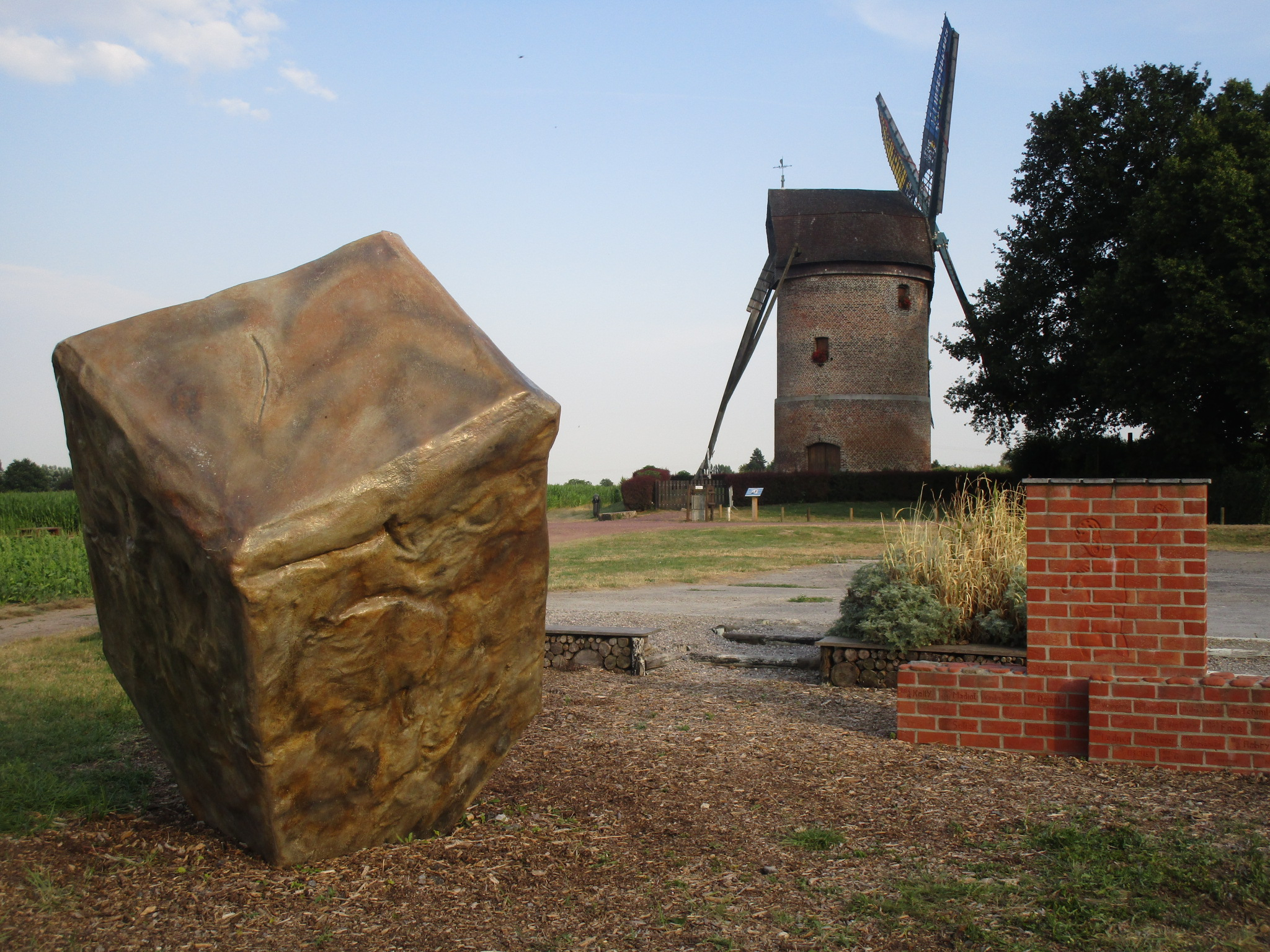
Pavé géant dans le secteur pavé du Moulin-de-Vertain

## Architecture et Construction
Le moulin de Vertain est une rareté technique, le seul de ce type subsistant au monde. Contrairement aux autres moulins de type tour, où seule la calotte tourne, ce moulin présente une charpente interne mobile autour d'un pivot central. Ce mécanisme permet aux planchers de pivoter avec l'arbre, créant une dynamique interne fascinante et complexe. La tour actuelle mesure 10,20 mètres de hauteur avec un diamètre intérieur de 5,10 mètres et des murs d'une épaisseur de 1,25 mètre à la base et 1,12 mètre au sommet. Les ailes ont une envergure de 24 mètres.

## Fonctionnement et Restauration
Sous l’impulsion de Jean Bruggeman, président de l’Association Régionale des Amis des Moulins, la municipalité de Templeuve décide d’acquérir le moulin, totalement délabré, en 1973. Les travaux de restauration entrepris à partir de 1975 s’achèvent le 15 juin 1985 par son inauguration en présence de Robert Vandelanotte, maire de Templeuve, et d’Alphonse Dheulin, adjoint aux affaires culturelles. La restauration a été dirigée par l’ARAM Nord-Pas-de-Calais de 1980 à 1985.

## État Actuel
Actuellement, le Moulin de Vertain est accessible au public et fait l'objet de visites guidées. Il représente non seulement une attraction touristique mais aussi un centre d'éducation sur les anciennes techniques de meunerie et l'histoire locale. Il figure à l’Inventaire Supplémentaire des Monuments historiques depuis 1978.

## Détails Techniques et Localisation
Le moulin, de type moulin-tour à pivot central, est situé à Templeuve-en-Pévèle, rue Péronne, dans le canton de Cysoing, lieu-dit Plaine de Vertain. Le moulin est construit en brique avec une couverture en bardeau. Il comprend deux étages carrés et une charpente en bois apparente. La toiture est conique surmontée d'un toit à longs pans.

## Préservation et Valorisation
La protection du moulin est renforcée par la mise en place d'une signalétique appropriée et une réflexion sur l'urbanisation de ses abords, afin de préserver la silhouette emblématique de cet édifice. De plus, des circuits touristiques sont proposés pour valoriser le moulin de Vertain et d'autres moulins de la région, offrant une plongée dans l'histoire et les techniques de meunerie.

## Liens Externes
- Notice no IA59001425, sur la plateforme ouverte du patrimoine, base Mérimée, ministère français de la Culture